# Walter Essom
Walter Essom (* 11. November 1895 in Leicester; † 1. Quartal 1966 in Hitchin) war ein englischer Fußballspieler.

## Karriere
Essom spielte im Lokalfußball für Carey Hall FC und Leicester Imperial, ebenso wie in Auswahlteams der Britischen Armee, bevor er Mitte 1919 zu Leicester City kam. Dort bestritt Essom, der auch als Rugbyspieler bei British United aktiv war, im September der Zweitligaspielzeit 1919/20 als Ersatz für Sam Currie zwei Einsätze auf der Position des linken Verteidigers. In den beiden aufeinanderfolgenden Heim- und Auswärtsspielen gegen den FC Fulham (3:2 (H) und 0:5 (A)) stand am Ende eine ausgeglichene Bilanz zu Buche. Am Ende der Saison schloss sich Essom, dessen Familie als Hoteliers in Ashby-de-la-Zouch ihr Geld verdienten, dem lokalen Klub Ashby Town an, den er 1924 als Mannschaftskapitän zur Meisterschaft in der Leicestershire Senior League führte.